# Beamter (Schweiz)
Beamte in der Schweiz sind Personen, die in einem öffentlich-rechtlichen Anstellungsverhältnis beschäftigt sind. Im Jahr 2000 wurde der Beamtenstatus für die allermeisten Bundesangestellten abgeschafft. Für sie gilt seither das Bundespersonalgesetz.
In der Schweiz gab es keine klassische Beamtenlaufbahn, wie dies aus den benachbarten europäischen Ländern bekannt ist. Mit der Wahl erhielt der Bürger den Beamtenstatus, der mit bestimmten Rechten und Pflichten, aber auch mit gewissen Privilegien einherging. Beamte hatten somit auch in der Schweiz einen Sonderstatus gegenüber in der Privatwirtschaft angestellten Personen. Frauen wurden erstmals 1868 bei den PTT in den Beamtenstatus erhoben, später wurde dies aber wieder verboten. Seit 1928 hatten Frauen in der Schweiz grundsätzlich Zugang zum Beamtenstatus. PTT und SBB stellten in der Vergangenheit als bundesnahe Betriebe zahlenmässig die grösste Beamtenschaft der Schweiz, bis die beiden Betriebe in den 1990er Jahren grösstenteils liberalisiert wurden.
Gegen Ende des 20. Jahrhunderts setzte sich nach und nach in den meisten Kantonen die Tendenz durch, Beamte nicht mehr für die Amtsdauer, sondern unbefristet (mit entsprechenden Kündigungsfristen) anzustellen und die Beschäftigungsverhältnisse von Angestellten der öffentlichen Hand denjenigen in der Privatwirtschaft anzugleichen. Bis 2000 änderten die meisten Kantone sowie viele Gemeinden, darunter auch die grossen Städte, ihre Personalgesetze oder Personalverordnungen und vollzogen den Wechsel vom Beamtentum zu einer Verwaltung mit Angestellten.
Beim Beamtentum und dessen verschiedenen Ausprägungen gibt es Unterschiede zwischen den deutschsprachigen europäischen Ländern, die mit dem Vorhandensein oder der Abwesenheit eines absolutistischen Herrschaftssystems in der Vergangenheit in besagten Ländern zusammenhängen. Im Folgenden werden die europäischen Länder und ihr Beamtentum kurz umrissen und die Schweiz als «Sonderfall» von ihnen abgegrenzt.

## Beamtentum Deutschland
In Deutschland existiert der «klassische» Beamte schon seit geraumer Zeit. Das Gemeinwesen wird von berufsmässigen, in der Regel nicht absetzbaren Funktionären verwaltet. Sie werden durch Ernennung in ihren Stand berufen. Das Dienstverhältnis wird also nicht durch einen Arbeitsvertrag geregelt, sondern durch den speziellen Umstand der Ernennung. Der Beamte wird auf Lebenszeit ernannt, in die Verwaltungshierarchie des Staatsbetriebes eingestuft und geniesst einen besonderen Status. Die Entlöhnung sowie teilweise die Gesundheitsversorgung und das Ruhegehalt werden über den Staat geregelt und von demselben direkt zur Verfügung gestellt (Alimentationsprinzip).

## Beamtentum Österreich
In Österreich werden Beamte, anders als in Deutschland, durch Bescheid berufen und nicht ernannt. Neben der Berufsgattung Beamte gibt es in Österreich auch Vertragsbedienstete. Beide Berufsgattungen sind mit den Angelegenheiten der öffentlichen Verwaltung betraut. Österreich ist mit der Bezeichnung eines Verwaltungsstaates zu versehen. Die lange absolutistische Tradition, in der sich der Kaiser als erster Beamte des Staates verstanden hat, wurde bis heute in veränderter Form weitergeführt. Die Verwaltung des Staates hat in der österreichischen Bundesverfassung einen sehr hohen Stellenwert. Diese kann daher als typische Verwaltungsverfassung betitelt werden. So legt sie fest, dass die Verwaltung ein Verordnungsmonopol erhält, und sichert den Beamten eine ungeschmälerte Ausübung aller politischen Rechte zu. Hierzu gehört auch die freie politische Betätigung aller Beamten.
Das Beamtendienstrecht wurde auch in Österreich über die Jahre mehrere Male reformiert und orientiert sich inzwischen mehr an der Privatwirtschaft.

## Beamtentum der Schweiz
In der Schweiz gibt es den in anderen Ländern existenten klassischen Beamten eigentlich nicht. Da das Schweizer Staatssystem sich nicht aus einer absolutistischen Herrschaft entwickelt hat, fehlten der Schweiz die Strukturen der Staatsbeamten. Die Schweiz etablierte ihren Staat in einem republikanischen Klima und ab 1860 mit der halbdirekten Demokratie. In der Forschung wird gemeinhin von der Schweiz als einem «Volksstaat» gesprochen, während die umliegenden europäischen Länder eher dem Terminus «Beamtenstaat» zugeordnet werden können. Der Volksstaat stützt sich auf eine Art Milizsystem, um seine Verwaltung zu koordinieren. So werden die Funktionäre nicht durch den Staat ernannt, sondern gewählt, und ihre Aufgabe wird ihnen für eine bestimmte Amtsdauer übertragen. Die Schweizer Kantone verwirklichen dieses System auf ganzer Linie, während es für die Eidgenossenschaft als Ganzes Ausnahmen gibt. Während in Deutschland und Österreich die Karriere der Beamten geregelt ist und sie grundsätzlich auf Lebenszeit ernannt werden, verzichtet die Schweiz auf eine solche Reglementierung. Die Wahl wird somit normalerweise für ein Amt und nicht eine gesamte Laufbahn getätigt und betrug bis zur Aufhebung des Beamtengesetzes im Jahre 2002, vier Jahre. Im Zeitraum 1853 bis 1959 betrug die Wahldauer nur drei Jahre. Der Terminus «Beamte» wird in der Schweiz also für einen auf bestimmte Zeitdauer gewählten Amtsinhaber verwendet.
Der Artikel 1 des Beamtengesetzes der Schweiz besagte hierzu: «Bundesbeamter ist, wer als solcher von der zuständigen Behörde zu einem Amt gewählt wird, das im ‹Ämterverzeichnis› aufgeführt ist.» Der Wortlaut wurde über die Jahre hin angepasst und lautete bei der letzten Ausgabe des Beamtengesetzes 2002: «Beamter im Sinne dieses Gesetzes ist, wer als solcher vom Bundesrat, von einer ihm nachgeordneten Amtsstelle, von der Bundesversammlung oder von einem eidgenössischen Gericht gewählt wird. Das Verzeichnis der Ämter, deren Träger die Eigenschaft von Beamten haben, wird vom Bundesrate aufgestellt. Es bedarf der Genehmigung der Bundesversammlung.» Hierbei ist zu beachten, dass in unterschiedlichen Departementen oder je nach Anstellungsdauer verschiedene Anstellungsverhältnisse für die gleiche Aufgabe existent sein können. Es ist möglich, dass zwei Personen, die die gleiche Aufgabe haben und deren Stellenbeschreibung die gleiche ist, je nach Umstand Angestellte oder Beamte sind.

## Entwicklung des Beamtenrechts und erste Beamte der Schweiz
Im folgenden Kapitel werden die wichtigsten Revisionen und Gesetzesänderungen, welche die Beamten und den Beamtenstatus betreffen, aufgelistet und erläutert. Die Liste ist nicht vollständig, gibt aber dennoch einen Überblick über die wichtigsten Veränderungen und Zusammenhänge bis hin zur Abschaffung des Beamtenstatus im Jahr 2002.

### Erstes Beamtengesetz 1853
Mit der Einführung der Bundesverfassung 1848 wurde die bisher nur lose reglementierte Anstellung von Beamten und Angestellten in Bundesbetrieben zum ersten Mal zur Pflicht der Bundesversammlung. Die Regelung der Anstellungsverhältnisse von grossen Verwaltungskomplexen wie Militär, Post oder Zoll war bis anhin deren eigene Aufgabe. «Die Errichtung bleibender Beamtungen und die Bestimmung ihrer Gehalte» wurde in dem «Entwurf eines Gesetzes über die Besoldungen der Beamten der Schweizerischen Eidgenossenschaft» festgehalten. Mit dem Gesetzesentwurf wurden nicht nur die Gehälter, sondern auch die Anzahl und verschiedenen Arten der neuen Beamtungen, die eingeführt werden sollten, bestimmt. In Sachen Besoldung sollten Schweizer Beamte «keinen Anspruch auf besondere Vergütungen oder Nebeneinnahmen irgendeiner Art haben, mit Ausnahme der Reiseentschädigungen». Das Gesetz wurde erst am 16. Juni 1853, nach einer Reihe anderer, die Beamten betreffenden Gesetze, endgültig erlassen. In der Zwischenzeit erliess die Bundesverwaltung Gesetze über die neue Organisation der Postverwaltung und ein Bundesgesetz mit neuen Vorschriften über das Zollwesen. In dem Beamtengesetz von 1853 waren die Lohnverhältnisse, Anstellungsverhältnisse und Kündigungsmöglichkeiten, Strafen und Bussen bei Fehlverhalten der Angestellten der betreffenden Verwaltungskomplexe sowie die allgemeine Art der zu vergebenden Ämter und der spezifischen Dienstposten geregelt.

### Allgemeines Besoldungsgesetz 1897
Die Zeit von 1853 bis 1897 ist für die Beamtenschaft der Schweiz eine Zeit der Sonderregelungen. Der Bundesrat sah es als seine Aufgabe, alle Regelungen und Gesetze betreffend die Beamten der Eidgenossenschaft in Bundesgesetzen zu verankern. Da wirtschaftliche Umbrüche das Arbeitsklima konstant veränderten, der junge Bundesstaat sich besser als erwartet entwickelte und die Behörden die Anforderungen, die kommen sollten, unmöglich voraussehen konnten, mussten viele verschiedene Revisionen in regelmässigen Abständen durchgeführt werden. Jegliche grösseren Revisionen wurden kurz darauf somit immer wieder durch Sonderregelungen verändert. Der Wunsch nach Systematisierung wurde gegen Ende des 19. Jahrhunderts vehement stärker. Es musste eine allumfassende Besoldungsregelung verfasst werden, die alle Gehälter der Beamten vereinheitlichte. Die in den vergangenen Jahren durch alle Sonderregelungen veränderten Besoldungen waren auf keinen Fall mehr fair und gleichmässig verteilt. Der Bundesrat äusserte sich hierzu: «Hand in Hand mit der Mannigfaltigkeit der Gesetze und organisatorischen Grundlagen im Besoldungswesen geht die Ungleichartigkeit der Besoldungen, welche gegenüber einzelnen Verwaltungsabteilungen zu einer von den Betroffenen schwer empfundenen, grellen Ungerechtigkeit geworden, in deren Erkenntnis auch die Bundesversammlung zu immer erneuten Postulaten betreffend die Vorlage eines einheitlichen Besoldungsgesetzes und selbst zu über das gesetzliche Maximum hinausgehenden Erhöhungen bei einzelnen Beamtungen sich veranlaßt sah.» Ernst Lobsiger fasste die Errungenschaften des Besoldungsgesetzes von 1897 wie folgt zusammen: Garantie des Besoldungsmaximums, Besoldungserhöhung nach einer vorgeschriebenen Anzahl Dienstjahre, Anpassung der Besoldungen an die örtlichen Lebensverhältnisse und die Besoldung für das erste Jahr nach der Tätigkeit als Beamter wurden alle einheitlich geregelt.

### Beamtengesetz 1914
Das Beamtengesetz 1914 stellte einen weiteren Versuch der Vereinheitlichung des Beamtenwesens in der Schweiz dar. Es definierte als Erstes auf den einleitenden Seiten, welche Positionen und Anstellungen genau von dem Gesetz betroffen waren, und auch, welche davon ausgenommen wurden. Die Führungspositionen der SBB, der Nationalbank und die Professoren der technischen Hochschule, der Bundesrat und die Verwaltungsgerichte wurden als Beamten aufgelistet, während die «Mitglieder der Bundesversammlung, die Ersatzmänner des Bundesgerichtes, nicht ständige Mitglieder des Verwaltungsgerichtes, die Mitglieder des Verwaltungsrates und der Kreiseisenbahnräte der Bundesbahnen, die Mitglieder des Bankrates der Nationalbank» nicht dazugehörten. Es wurde aber nicht ausgeschlossen, dass nach Einführung des neuen Gesetzes gewisse dieser Positionen ebenfalls von demselben betroffen werden. Weiterführend versuchte das Gesetz, die Position des «Angestellten» genauer zu definieren und von den Beamten abzugrenzen, betonte jedoch auch, dass je nach Verwaltung dieser Begriff eine andere Bedeutung hat und deshalb von Fall zu Fall auf die verschiedenen Organisationsgesetze der verschiedenen Verwaltungen Rücksicht zu nehmen sei.
Das Gesetz setzte sich mit Neuerungen und vor allem der Vereinheitlichung in folgenden Belangen des Beamtentums auseinander: das Anstellungsverhältnis (Wahl, Pflichten, Rechte), die Disziplinarordnung (Disziplinarvergehen, Disziplinarstrafen, Disziplinarverfahren), die Verantwortlichkeit (der Beamten gegenüber dem Staat und umgekehrt; gegenüber Dritten), die Beendigung des Anstellungsverhältnisses (auch Aufhebung oder Veränderung der Amtsstelle, Entlassung, Invalidität, Tod und Wahl an andere Stelle), die Besoldung und Rente. Die angesprochenen Bereiche sollten vereinheitlicht und den aktuellen wirtschaftlichen Gegebenheiten angepasst werden. Das Gesetz trat am 1. Januar 1915 in Kraft.

## Einbettung von staatsnahen Betrieben (SBB und PTT) in die Bundesverwaltung

### Die PTT als Bundesbetrieb
Die landesweite Postzustellung wurde mit der ersten Bundesverfassung 1848 zur Bundesaufgabe erklärt und erhielt mit der nationalen Vereinigung eine schweizweite Monopolstellung. Die neu geschaffenen Strukturen verliehen den Angestellten der Post 1848 den Beamtenstatus. Die Angestellten waren über ihren Arbeitgeber indirekt beim Staat angestellt. In der Bundesverfassung vom 29. Mai 1874 erklärte die Bundesversammlung, dass auf dem Gebiet der Eidgenossenschaft die angesprochenen Bereiche reine Bundessache sind und deren Ertrag in die eidgenössische Staatskasse fliesst. 1878 wurde entschieden, auch das Telefon und die Telegrafie der Post zu unterstellen. Man erhoffte sich von der Zusammenfassung der drei Entitäten Einsparungen in der Verwaltung. Von 1920 bis 1928 erfolgte die Vereinigung zu den Post-, Telefon- und Telgrafenbetrieben, abgekürzt PTT. Die daraufhin gegründeten PTT wurden als selbstständiger eidgenössischer Betrieb ohne Rechtspersönlichkeit, also als bundesnaher Regiebetrieb, geführt. Der Bundesrat war für die Oberaufsicht über die Geschäftsführung verantwortlich und hatte das Recht, Weisungen bezüglich der Wahrung der Landesinteressen zu erlassen.

### Die SBB als Bundesbetrieb
Die SBB haben in der Schweiz keine gemeinsame Ursprungsgeschichte. An vielen verschiedenen Standorten in der Schweiz wurden in der zweiten Hälfte des 19. Jahrhunderts auf privater Basis Eisenbahnen gebaut. Es herrschten grosse Konzessionsstreitereien zwischen dem Bund, den Privatbahnen, den Kantonen und den (meist ausländischen) Geldgebern bzw. den Aktiengesellschaften, da keine einheitlichen Regelungen bestanden. Diese Gründe sowie eine wirtschaftliche Depression, die von 1873 bis in die 1890er dauerte, veranlassten den Bund nach einem harten Abstimmungskampf dazu, die Bahnen zu verstaatlichen. Die Gründung der SBB ist auf das «Bundesgesetz betreffend die Erwerbung und den Betrieb von Eisenbahnen für Rechnung des Bundes und die Organisation der Verwaltung der schweizerischen Bundesbahnen» zurückzuführen. Mit diesem Gesetz wurden die privaten Bahnkonzerne verstaatlicht und zur Bundesaufgabe erklärt. Fortan erlangten die meisten Angestellten der Bahnen den Beamtenstatus, und die Verwaltung der Bahnen wurde stark zentralisiert.

## Das Beamtengesetz von 1927

### Vorgeschichte
Das Besoldungsgesetz von 1897 regelte die Entlöhnung des Personals auf der Ebene der Bundesverwaltung. Das Gesetz bestimmte die Besoldung der Beamten und Angestellten, indem diese in sieben verschiedene Besoldungsklassen eingeteilt wurden. Diese Klassifizierung fand für die allgemeine Bundesverwaltung (Bundeskanzlei und Bundesgericht) sowie für alle Departemente statt, wozu auch das Post- und Eisenbahndepartement gehörte. Neben der Besoldung hielt das Gesetz auch Einschränkungen zur Ausübung von Nebenbeschäftigungen fest sowie zur teilweisen oder totalen Sistierung von Lohnerhöhungen bei «ungenügenden Leistungen oder tadelhafter Aufführung».
Einen grossen Einfluss auf die Arbeitsverhältnisse in der Schweiz und damit auch auf das Beamtentum hatte der Landesstreik 1918. Der Erste Weltkrieg bürdete der Schweizer Bevölkerung viele Mühen auf. Aufgrund der wirtschaftlich schwierigen Situation stiegen die Miet- und Lebensmittelpreise im Land stark an. Viele Menschen litten unter dieser Situation, 1918 bezogen 700'000 Leute die staatliche Notunterstützung. Im ganzen Land fanden zahlreiche Streiks und Teuerungskundgebungen statt. Zwischen den Streikenden um das Oltener Aktionskomitee und dem Staat intensivierten sich ab Anfang 1918 die Konflikte. Diese Spannungen kulminierten im November 1918 im Landesstreik vom 12. bis 14. November. Er war die Folge eines 24-stündigen Proteststreiks gegen ein Truppenaufgebot des Bundes in Zürich und eines sich daran anschliessenden lokalen Generalstreiks.
Den Bundesbediensteten kam während des Streiks eine besondere Rolle zu. Die Eisenbahn gelangte am 11. November unter «Kriegsbetrieb», was dem Personal der SBB die Streikteilnahme militärstrafrechtlich verbot. Als Folge der Streikbeteiligung hatten die Streikenden von SBB und PTT Lohnausfälle zu erleiden. Der Bundesrat beschloss, dass Streikende, die «infolge ernstlichen Zwanges auf dem Arbeitsplatze nicht erschienen sind» nicht mit einer Lohnzurückhaltung bestraft werden sollten. Die Obertelegraphendirektion hielt dazu aber am 20. November 1918 fest: «Es ist zu beachten, dass sich hinter angeblicher Furcht vor Misshandlung oft nur Unentschiedenheit und Willensschwäche verbirgt. Wo Arbeitswillige den Weg zur Betriebsstätte gefunden haben, ist nicht ohne weiteres einzusehen, warum die andern dies nicht auch gekonnt, wenn sie nur ernstlich gewollt hätten. Es wäre nicht gerechtfertigt, diese auf die gleiche Stufe zu stellen, wie die wirklich Arbeitswilligen. Anders verhält es sich, wenn die Verhinderung und Bedrohung durch Streikposten im Einzelnen nachgewiesen ist.» Die Obertelegraphendirektion wandte den Beschluss des Bundesrats in restriktiver Art an.

### Politische Implikationen zum Beamtengesetz
Während Jahrzehnten des 19. Jahrhunderts besass die Schweiz keine einheitliche Gesetzgebung zu den Arbeitsbedingungen ihrer Beamten. Lange Zeit waren die dienstrechtlichen Vorschriften und vor allem die Besoldungen je nach Departement und Tätigkeitsfeld verschieden. 1897 trat schliesslich das Besoldungsgesetz in Kraft, das die Vielzahl verschiedener Salärsysteme aller damals bereits als Beamten titulierten Stellen ersetzte und die Entlöhnung vereinheitlichte. Im selben Jahr nahm das Stimmvolk die Gesetzesvorlage zur Zusammenführung und Verstaatlichung der verschiedenen Privatbahnen an. Diesem Entscheid gingen lange und kontroverse Diskussionen voraus. Nach der Verabschiedung des Gesetzes waren die Erwartungen an die neue Staatsbahn sehr hoch. Zu hoch, wie der Bundesrat später selber feststellte. Zudem war das Gesetz bezüglich der Organisation der Schweizerischen Bundesbahnen schwammig formuliert und enthielt einige organisatorische Mängel.
Infolge des Ersten Weltkriegs und der nachfolgenden wirtschaftlichen Schwierigkeiten brachen schliesslich die Betriebseinnahmen der Bundesbahnen von über 70 Mio. Franken 1913 auf 12 Mio. Franken 1921 ein. Diese Entwicklung rief Kritik an der Organisation der Staatsbahn hervor. Ein zu grosser Beamtenstab, umständliche und schleppende Geschäftsführung, unnötige Kontrollarbeiten, die zu starke Einengung der Selbständigkeit der einzelnen Dienststellen durch eine zu grosse Zahl an Dienstvorschriften – der Handlungsbedarf schien virulent. «Es muss […] danach getrachtet werden, jede unnötige Doppelarbeit zu vermeiden, die Kontrolle auf das unumgänglich Notwendige zu beschränken und jede überflüssige Berichterstattung zu beseitigen. Die Verwaltung sollte schon in ihrem inneren Aufbau, ihrer Organisation, einfacher, natürlicher und sparsamer ausgebildet werden, damit sich diese bewährten Eigenschaften der ganzen Geschäftsführung der Verwaltung einprägen, ohne dass sie durch äusseren Zwang oder gar erst durch die Not der Zeit in sie hineingetragen werden müssen.» Gleichzeitig wuchs auch die generelle Kritik an der Lückenhaftigkeit, Unübersichtlichkeit und fehlenden Kohärenz des Bundesdienstrechts.
Mit dem Bundesgesetz betreffend die Organisation und Verwaltung der Schweizerischen Bundesbahnen versuchte der Bundesrat schliesslich, die diversen Mängel im Dienstrecht der Bundesbeamten zu beheben, für mehr Einheitlichkeit zu sorgen und gleichzeitig den schwerfälligen Verwaltungsapparat der Staatsbahnen zu entschlacken. Nach mehrjähriger Vorarbeit unterbreitete der Bundesrat 1924 dem Parlament die Botschaft für ein umfassendes Beamtengesetz. Drei Jahre später, am 30. Juni 1927, wurde es schliesslich verabschiedet.

### Die zentralen Bestandteile des Beamtengesetzes
Das Beamtengesetz war eine umfassende rechtliche Grundlage für alle Staatsbediensteten, die gemäss dem bereits seit dem 19. Jahrhundert in verschiedenen Formen existierenden Ämterverzeichnis den Beamtenstatus innehatten. Es regelte grundsätzliche Dinge, vor allem die Rechte und Pflichten der Beamten. Das Parlament befasste sich in der Vernehmlassung jedoch auch mit allerlei Details, wie den Möglichkeiten zur Führung einer Gastwirtschaft mit Alkoholausschank für Angehörige von Beamten, einem Anstandsartikel, der den Beamten «ein korrektes Benehmen in und ausser Dienst zur Pflicht gemacht» hätte, oder der Abgabe von Dienstaltersgeschenken.
Die zentralen Aspekte des Beamtengesetzes waren jedoch andere. In Bezug auf die Rechte der Beamten unterschied André Grisel vermögensrechtliche Ansprüche und Mitspracherechte. Die vermögensrechtlichen Teile regelten in erster Linie die Saläre, daneben aber auch Rentenansprüche, Kinderzulagen und sonstige Entschädigungen. Die Mitspracherechte betrafen die Kommissionen, in denen das Bundespersonal vertreten sein konnte.
Weit umstrittener waren die Pflichten, die den Beamten auferlegt wurden. Artikel 21 bis 28 regelten die acht Grundpflichten der Beamten. Diese umfassten die Pflicht zur Dienstleistung, die Wahrung der Interessen des Bundes, ein Streikverbot, das loyale Verhalten in und ausser Dienst, die Vollziehung der Dienstbefehle, das Verbot der Annahme von Geschenken, die Amtsverschwiegenheit und schliesslich die Zeugnispflicht. Insbesondere Artikel 22, die allgemeine Treuepflicht, bedingte die Annahme eines besonderen Rechtsverhältnisses für die Beamteten, das unter Umständen die Grundrechte einschränkte. Von den Staatsbediensteten wurde unbedingte Loyalität erwartet. «Der Beamte […] hat alles zu tun, was die Interessen des Bundes fördert, und alles zu unterlassen, was sie beeinträchtigt.» Dies bedeutete eine – insbesondere für höhergestellte Beamte – eingeschränkte Möglichkeit zur freien Meinungsäusserung, ein Verbot der Mitgliedschaft in einer staatsgefährdenden Vereinigung oder eine Gehorsamsverpflichtung. Die Ausübung öffentlicher, politischer Ämter war ebenfalls eingeschränkt.
Für den grössten Unmut sorgte jedoch das Verbot von Streiks. Man sah darin nicht zuletzt eine Retourkutsche des Parlaments für die umfassenden Streikaktivitäten 1918. Trotz des grossen Unmuts ergriffen die Staatsbediensteten kein Referendum, da man um die materiellen Errungenschaften durch das neue Gesetz fürchtete. Das allgemeine Streikverbot für Bundesbeamte blieb indes über 70 Jahre bis zum Inkrafttreten der totalrevidierten Bundesverfassung im Jahr 2000 bestehen. Mit der Totalrevision blieb der politische Streik weiterhin untersagt, die Arbeitsniederlegung wurde nur in Bezug auf die direkten Arbeitsbeziehungen legitimiert.

### Umsetzung des Gesetzes bei den SBB und den PTT
Das Bundesgesetz über das Dienstverhältnis der Bundesbeamten vom 30. Juni 1927 trat am 1. Januar 1928 zusammen mit einer vorläufigen Ämterklassifikation (Bundesratsbeschluss vom 23. Dezember 1927) sowie einer vorläufigen Beamtenordnung (Bundesratsbeschluss vom 30. Dezember 1927) in Kraft. In einer Phase mit grossen wirtschaftlichen Schwierigkeiten bei der Staatsbahn wurde das Gesetz auch als klares Bekenntnis zur Verstaatlichung der Eisenbahn gesehen. Die kurze Zeitspanne zwischen der Volksabstimmung und der Inkraftsetzung reichte nicht aus, eine klare Umsetzungsstrategie für das Beamtengesetz auszuarbeiten. Der Vollzug des Gesetzes verzögerte sich dadurch trotz Einführung 1928 um mehrere Jahre.
Am 5. Oktober 1929 verabschiedete der Bundesrat eine Vollziehungsvorschrift über die Einreihung der Ämter der Beamten in eine von 26 sogenannten Besoldungsklassen (Ämterklassifikation). Am 1. November 1930 trat schliesslich die Beamtenordnung in zwei Versionen in Kraft: einer ersten Version für das Personal der übrigen Bundesverwaltung und einer zweiten, der Verordnung über das Dienstverhältnis der Beamten der SBB (Beamtenordnung II), explizit für das Personal der Bundesbahnen.

#### Allgemeine Auffassung in den Betrieben
Im Nachgang an die Einführung des Beamtengesetzes 1927 und die Erstellung der Ämterklassifikation beschwerten sich zahlreiche Beamte über ihre persönliche Einreihung in dieser Klassifikation. Die Beamten machten dabei – oft mit der Unterstützung ihrer Vorgesetzten – Änderungsvorschläge zu ihrer Einreihung. Die Kreispostdirektionen der PTT regten zur Neueinreihung von Ämtern in höheren Klassen oder gar zur Neuschaffung von Ämtern an. Der Bundesrat hatte bereits für die Einführung des neuen Gesetzes umfassende Berechnungen zu den erwarteten Mehrausgaben im Bundesbudget angestellt. Angesichts der zahlreichen Anträge auf Abänderung der Ämterklassifikation hielt der Chef des Eidgenössischen Personalamtes fest, dass damit die Mehrausgaben des Bundes von 6,7 Mio. Franken wohl um bis zu 2,1 Mio. Franken zunehmen würden. Damit würden sich auch die langfristig zu erwartenden Einsparungen um ein Wesentliches verringern. Neben den Richtlinien zur Einteilung in der Ämterklassifikation gemäss Beamtengesetz Artikel 38 habe die Neueinreihung auch innerhalb eines finanziellen Rahmens zu geschehen.

#### Umsetzungsreglemente in den Betrieben

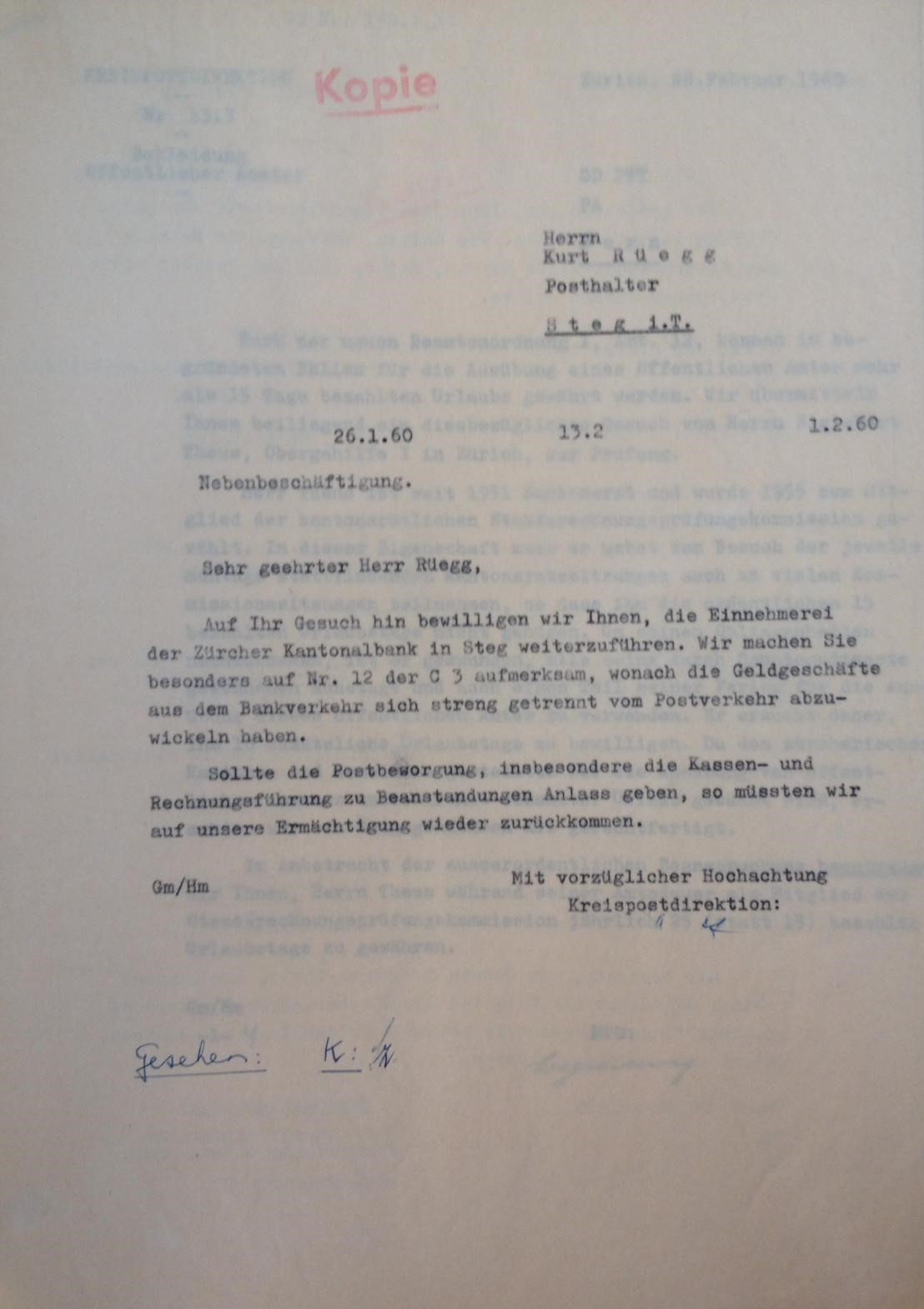
Beispiel einer Bewilligung der Nebenbeschäftigung mit Bezugnahme auf die C-Vorschrift

Intern setzten die PTT das Beamtengesetz via Personalvorschriften um. Als Grundlage dazu diente die Personalvorschrift C1, die das Dienstverhältnis der PTT-Beamten regelte. Die Personalvorschrift C1 von 1955 umfasste neben den Artikeln des Beamtengesetzes von 1927 auch die dazugehörigen Artikel der Beamtenordnung I vom 26. September 1952 sowie die Ausführungsbestimmungen der PTT vom 30. Juni 1955. Diese Ausführungsbestimmungen reglementierten und konkretisierten dabei die eher allgemein gehaltenen Artikel des Gesetzes und der Beamtenordnung. Beispielsweise regelten die Ausführungsbestimmungen die Zusatzvergütungen (Dienstreisen, Mahlzeitvergütungen für Briefboten, Kinderzulagen etc.) oder die Berechnung des Lohnnachgenusses im Detail. Weitere Personalvorschriften befassten sich beispielsweise mit der Regelung von Nebenbeschäftigung von PTT-Beamten. Zahlreiche Anträge von Beamteten und Angestellten zur Verfolgung einer Nebentätigkeit landeten auf den Tischen der Kreispostdirektionen. Meistens wurden diese Anträge bewilligt, oft mit einem Verweis auf die betreffende Personalvorschrift und teilweise mit einschränkenden Bestimmungen.
Die Umsetzung bei den SBB enthielt die Einreihung aller Arbeitskräfte, vom Generalsekretär bis zum Magazinarbeiter, in eine von 26 Klassen mit entsprechendem Besoldungsrang. Für die bestehenden Mitarbeitenden, als Übertrittsgeneration bezeichnet, trat eine spezielle Regelung für die Besitzstandswahrung in Kraft.

### Die Entwicklung des Gesetzes
Bis zur Einführung des Bundespersonalgesetzes am 24. März 2000 gab es zahlreiche kleinere und grössere Revisionen des Beamtengesetzes. Die wichtigsten Entwicklungen werden im Folgenden kurz skizziert.

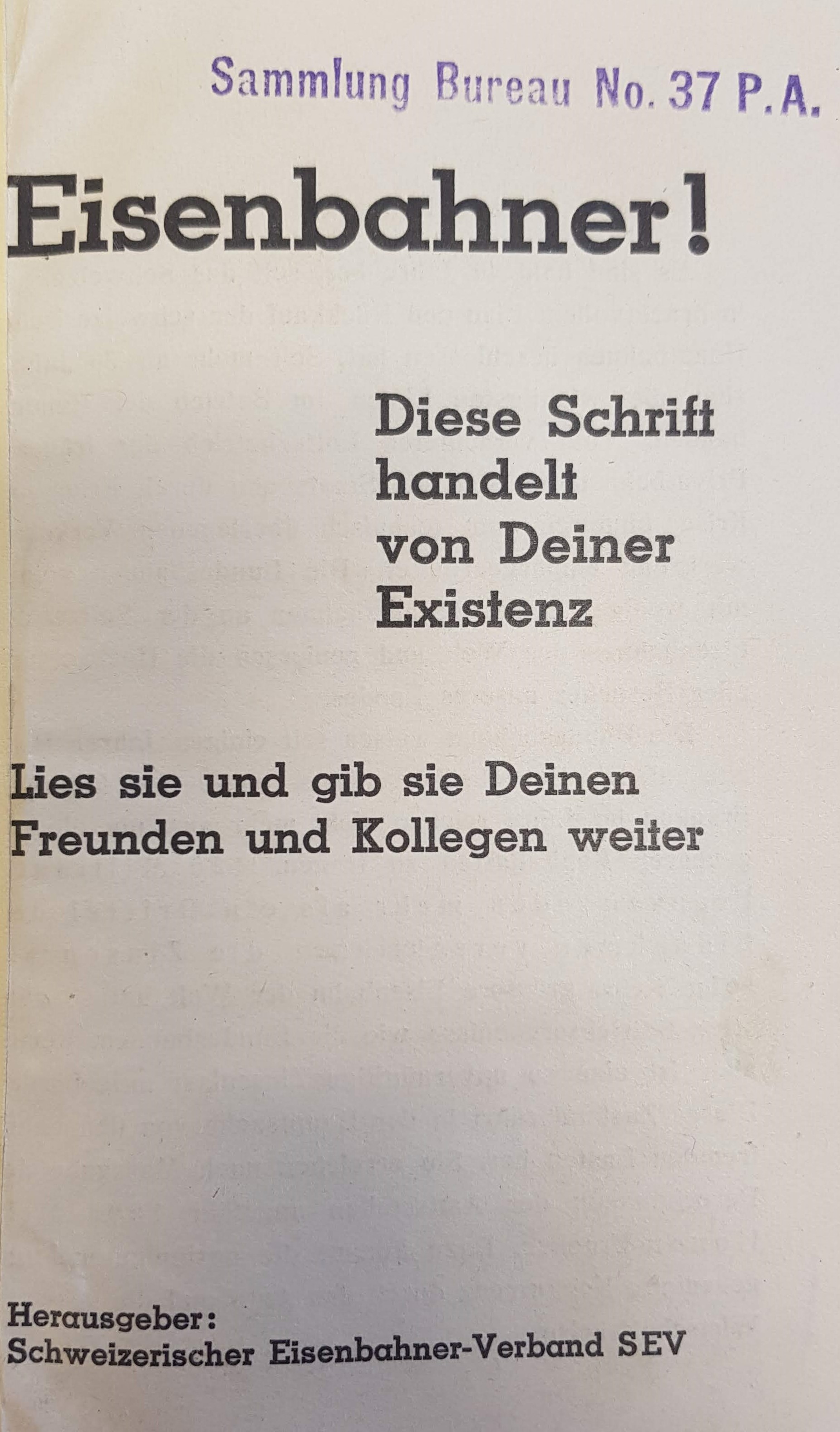
Titelseite einer Flugschrift des Schweizerischen Eisenbahner-Verbandes (SEV) von 1935

#### Weltwirtschaftskrise
Während der Weltwirtschaftskrise in den 1930er Jahren geriet das neue Beamtengesetz – obwohl erst seit kurzem eingeführt – bereits unter Druck. 1932 schlug der Bundesrat eine generelle Lohnreduktion bei den Staatsbediensteten von 10 Prozent vor. Das entsprechende Gesetz – die «Lex Musy», die noch einen Abbau von 7,5 Prozent vorsah – wurde vom Stimmvolk jedoch deutlich abgelehnt. Die Beamten und Gewerkschaften wie die Gewerkschaft des Verkehrspersonals – damals noch Schweizerischer Eisenbahner-Verband – engagierten sich in dieser Phase stark zugunsten des Beamtengesetzes.

«Alle Rechte sind in Gefahr. Das Beamtengesetz soll fallen. Die Eisenbahner sollen Bundesdiener zweiter Klasse werden! Noch nie, solange die Bundesbahnen bestehen, war das Personal von so grossen Gefahren und unerhörtem Unrecht bedroht, wie in der Gegenwart.»

«Die wichtigste Errungenschaft des Bundesgesetzes über das Dienstverhältnis der Bundesbeamten vom 30. Juni 1927 […] ist die Einheit im Beamtenrecht des Bundes. Diese Einheit ist nicht von ungefähr zustande gekommen; sie ist im Gegenteil das Ergebnis jahrzehntelanger Erörterungen, Auseinandersetzungen und Kämpfe.»

Mit dem Bundesbeschluss vom 20. Dezember 1934 über vorübergehende Massnahmen zur Vorbereitung der Reorganisation und Sanierung der Schweizerischen Bundesbahnen beschloss das Parlament jedoch kurze Zeit später im Dringlichkeitsverfahren dennoch einen Abbau von 7 Prozent, den es später vorübergehend gar auf 15 Prozent erhöhte.

#### Hochkonjunktur nach dem Zweiten Weltkrieg
Erst mit der Hochkonjunktur nach dem Zweiten Weltkrieg steigerten sich die Löhne der Beamten wieder und erhöhten sich in der Folge kontinuierlich. Verdiente ein Mitarbeitender der sechsten Besoldungsklasse beispielsweise 1938 noch 15'024 Franken, waren es 1959 bereits 30'015 Franken. Auch die Löhne in vielen anderen Besoldungsklassen verdoppelten sich in diesen 20 Jahren. In der 10. Klasse stieg der Lohn von 10'326 auf 20'669 Franken, in der 12. Klasse von 3'627 auf 8'415 Franken. Dabei ist jedoch keine Teuerung mit eingerechnet, weshalb die Nominallohnerhöhung nicht der Reallohnerhöhung entspricht. Gemäss dem LIK-Teuerungsrechner des Bundesamts für Statistik entspricht beispielsweise die Reallohnerhöhung der sechsten Besoldungsklasse 1959 knapp 10,5 Prozent gegenüber 1983. Von 1950 bis 1991 nahm die Kaufkraft des Durchschnittssalärs eines Beamten um rund 130 Prozent zu, während im gleichen Zeitraum die Mindestarbeitszeit von 48 auf 42 Stunden pro Woche verkürzt und die Ferientage von zwei auf vier Wochen erhöht wurden.

#### Disziplinarverfahren und «extremistische» Beamte
Mit dem Ende des Zweiten Weltkriegs setzte sich der Bundesrat zunehmend auch mit dem Staatsschutz auseinander und begann deswegen – im Kontext des beginnenden Kalten Krieges – Massnahmen gegen vermeintlich radikale Linke in der Bundesverwaltung zu ergreifen. Mit den 1950 erlassenen Weisungen des Bundesrates über die Auflösung des Dienstverhältnisses vertrauensunwürdiger Beamter, Angestellter und Arbeiter des Bundes, dem «Extremistenbeschluss», führte als «vertrauensunwürdig» angesehene politische Aktivität zur Versetzung ins provisorische Dienstverhältnis oder zur Entlassung.

## Liberalisierung der staatsnahen Betriebe PTT und SBB

### PTT

#### Ausgangslage
Die globalen technologischen Innovationen der Digitalisierung und der Informatik in der zweiten Hälfte des 20. Jahrhunderts veränderten den Charakter weltweiter Post- und Fernmeldebetriebe. Auch die Schweiz war von diesen Veränderungen betroffen und wurde in die Bildung einer globalen Informationsgesellschaft miteinbezogen. Die angestrebte Globalisierung konnte aber nur durch internationale Kooperationen erfolgreich sein. Damit dies verwirklicht werden konnte, war eine grössere Umstrukturierung vonnöten, und vom Bund wurden Privatisierungsbestrebungen unterstützt, um die Kapitalmarktfähigkeit der Bundesbetriebe zu gewährleisten. Monopolgeschützte Staatsbetriebe, also die traditionelle Form der Schweizer Bundesbetriebe, wurden von der Dynamik erfasst und schrittweise umstrukturiert. Die PTT, der grösste Betrieb des Bundes in den 80er Jahren und zu diesem Zeitpunkt immer noch monopolgeschützt, gerieten durch die internationalen Veränderungen in Bedrängnis, da sich die internen und externen Rahmenbedingungen wandelten. Unter diesen sich verändernden Rahmenbedingungen können vereinfacht die weltweite Liberalisierung der Post- und Telecommärkte genannt werden, aber auch Marktanteilsverluste und ökonomischer Druck. Durch diesen Druck erfolgte in den 90er Jahren der Paradigmenwechsel dahingehend, dass der freie Wettbewerb eine erfolgversprechendere Variante der Betriebsführung darstelle, und Reformen wurden veranlasst. Dies geschah nicht nur bei den PTT, sondern es führte auch auf politischer Ebene zu Veränderungen.

#### Revisionen
Die skizzierte Ausgangslage führte in der Schweiz zu politischen Reformen. Die Fernmeldegesetze der Schweiz wurden 1988 (FMG I) und 1998 (FMG II) revidiert. Mit der Revision des Postgesetzes (1998) und der Organisationsgesetze von Post und Telecom (1998) wurden weitere Veränderungen auf politischer Ebene angestrebt. Erste Auswirkung dieser Revisionen war die Abkoppelung des Fernmeldebereichs der Post zu einem eigenständigen, privatwirtschaftlich orientierten Kommunikationskonzern, der Swisscom AG (zuerst Telecom AG), per 1. Januar 1998. Die Schweiz hatte mit den vier vom Parlament verabschiedeten Gesetzen Postgesetz, Fernmeldegesetz, Postorganisationsgesetz und Fernmeldeorganisationsgesetz in relativ kurzer Zeit die Voraussetzungen für einen international wettbewerbsfähigen Markt und die dazu passenden Unternehmen geschaffen. Das Netzmonopol wurde am 1. Januar 1998 aufgehoben und die PTT in «Die Post» und «Swisscom AG» umgewandelt.
Die Post, mit dem Auftrag des «Service public» in Brief- und Paketpost, wurde nur teilweise entstaatlicht und dem freien Markt geöffnet. Dies sollte die Sicherstellung des Auftrages gewährleisten. Somit blieb die Post ein Betrieb des Bundes. Jedoch wurde die unternehmerische Autonomie bewusst gefördert. Die Angestellten der Post blieben somit bis Ende 2000 dem Beamtengesetz der Schweiz unterstellt, und ihr Beamtenstatus blieb erhalten. Die Angestellten der Swisscom hingegen wurden sofort privatrechtlich angestellt.

### SBB

#### Ausgangslage
Bei den SBB sah die Ausgangslage für die Reformbestrebungen ähnlich aus. Das Parlament schrieb in dem Vorstoss für die Bahnreform:

«Die heutigen Strukturen des öffentlichen Verkehrs sind das Resultat einer jahrzehntelangen Entwicklung. Sie entsprechen teilweise nicht mehr den Bedürfnissen eines modernen Verkehrssystems. Verschiedene strukturelle Mängel behindern heute die Schweizerischen Bundesbahnen (SBB) und die konzessionierten Transportunternehmungen (KTU) bei einer effizienten Leistungserbringung. Die Bahnreform soll neue Grundlagen schaffen und die Rahmenbedingungen für die Unternehmungen verbessern. Die Bahnreform ist als ein Prozess zu verstehen, der darauf abzielt, den öffentlichen Verkehr und insbesondere den Schienenverkehr den neuen Gegebenheiten anzupassen. Die Reform soll das Instrumentarium schaffen, um die politischen und unternehmerischen Funktionen besser zu trennen, das Kosten-Nutzen-Verhältnis für die öffentliche Hand zu verbessern, die Effizienz im öffentlichen Verkehr zu erhöhen und Wettbewerbselemente ins Bahnsystem einzuführen. Im weiteren soll die Frage der Entschuldung der SBB gelöst und mit neuen Finanzierungsmodalitäten mehr Transparenz hergestellt werden.»

Es wurde also bei den Umstrukturierungsbestrebungen in den 1990er Jahren offensichtlich, dass in der Schweiz grossflächige Veränderungen in den Bundesbetrieben erfolgen müssen, um wettbewerbsfähig zu bleiben.

#### Revisionen
Gleich wie die Swisscom AG privatwirtschaftlich geöffnet wurde, sollten auch die SBB durch die Rechtsform einer spezialgesetzlichen Aktiengesellschaft umstrukturiert werden und mehr unternehmerische Verantwortung übernehmen. Die Abschaffung der Amtsdauer für die Beamten, jedoch unter Beibehaltung des Beamtenstatus, gehörte zu dieser Umstrukturierung.
Am 1. Januar 1999 wurde die angestrebte Bahnreform in der Schweiz in Kraft gesetzt. Als spezialrechtliche Aktiengesellschaft mit dem Bund als alleinigem Aktionär wurde sie aus der Bundesverwaltung ausgegliedert. Ein Leitgedanke der Reform war die Trennung der politischen von der unternehmerischen Verantwortung in der Weiterentwicklung der Bahn. Der grenzüberschreitende Güterverkehr wurde nicht mehr staatlich geregelt, sondern dem freien Wettbewerb überlassen. Eine verbesserte Ökonomisierung des öffentlichen Verkehrs der Schweiz war somit ein erklärtes Ziel.

## Bundespersonalgesetz 2002
Mit der Liberalisierung von bundesnahen Betrieben in den 1990er Jahren wurden auch andere Liberalisierungsbestrebungen durchgeführt. Das Beamtengesetz der Schweiz wurde bis in die 1990er Jahre über 20 Mal revidiert und wurde immer noch nicht als zufriedenstellend empfunden.
Am 12. Februar 1998 wurden die unklaren Kompetenzen von Bundesbeamten sowie das Fehlen einer einheitlichen Struktur in der Personalpolitik von den Geschäftsprüfungskommissionen des Bundes scharf kritisiert. Der Bundesrat schloss sich dieser Meinung an und legte Ende Jahr, am 14. Dezember, den Entwurf zum Bundespersonalgesetz vor. Darin werden erhöhte Flexibilität und erhöhte Wettbewerbsfähigkeit auch für Bundesbetriebe und Bundesbeamten skizziert. Hierzu äusserte sich Kaspar Villiger: «Wenn sich die Gesellschaft und Wirtschaft verändern, muss sich auch der Staat anpassen, dann müssen sich auch seine Organisationen und muss sich sein Handeln verändern.» Durch die Verhandlungen, die bis zur Verabschiedung des Gesetzes am 24. März 2000 dauerten, ergab sich die Abschaffung des Beamtenstatus auf Bundesebene.
Ab dem Zeitpunkt des Inkrafttretens des Gesetzes im Jahr 2002 wurde die Wahl für eine vorgeschriebene Amtsdauer durch eine kündbare öffentlich-rechtliche Anstellung ersetzt. Der Gesamtarbeitsvertrag wurde durch das Bundespersonalgesetz im öffentlichen Dienst eingeführt.
Das Obligationenrecht (OR), also ein Teil des Privatrechts, wurde somit zur Grundlage für die Anstellung des Bundespersonals, deren Angehörige weiterhin als Angestellte bezeichnet werden sollten. Das Bundespersonalgesetz behielt sich vor, einige Ausnahmen beizubehalten, die durch die allgemeinen Bestimmungen des OR nicht gewährleistet wären.
Insgesamt zeichnet sich im Vergleich zu den 1920er Jahren eine gegenläufige Entwicklung ab: Nicht Vereinheitlichung, sondern Diversifizierung der Arbeitsverhältnisse wird angestrebt. Dies aufgrund der sich rasch ändernden wirtschaftlichen Gegebenheiten und Einflüsse auf den Staatsapparat. Der Unterschied zwischen öffentlichem Dienstrecht und privatem Arbeitsrecht hat sich durchaus verringert. Die Kantone zogen mit der Entscheidung für die nationalen Gesetze meist mit und schafften zu Beginn der 2000er Jahre den Beamtenstatus ab oder revidierten ihn.

### New Public Management
Die Entwicklung der Liberalisierung in der Schweiz hin zum Beamtengesetz 2002 wurde also in vielen Belangen den wirtschaftlichen Veränderungen angepasst, um adäquater auf besagte Veränderungen reagieren zu können. Dabei orientierte sich die Schweiz auch an Vorbildern im Ausland. Die Niederlande und Skandinavien waren Ideenlieferanten für eine neue Form der Verwaltungsführung, die die Schweiz aus den genannten Vorlagen schuf: die wirkungsorientierte Verwaltungsführung. Sie ist die Schweizer Variante des New Public Management, dessen Ziel es ist, den als übermässig bürokratisch eingestuften Staat wieder handlungsfähiger zu machen. Ein pragmatisches und lösungsorientiertes Vorgehen sowie erhöhte Transparenz des staatlichen Handelns sollen im Zentrum der neuen Managementstrategie sein. Auf Basis der wirkungsorientierten Verwaltungsführung wurde 2002 der Beamtenstatus in der Schweiz auf Bundesebene abgeschafft.

## Beamtinnen

### Arbeitende Frauen in der Schweiz
In der Schweiz wurde im Vergleich zum Rest von Europa die Geschlechtsvormundschaft relativ spät abgeschafft. Sie galt in der Schweiz zunächst für alle Frauen, gleichgültig ob verheiratet oder nicht. Die Geschlechtsvormundschaft blieb für unverheiratete Frauen bis 1881 in Kraft, als sie in der Schweiz offiziell aufgehoben wurde. Dies galt jedoch nicht für verheiratete Frauen. Für sie richtete sich die Geschlechtsvormundschaft noch bis zum Inkrafttreten des eidgenössischen Zivilgesetzbuches im Jahr 1912 nach den Gesetzen der Kantone und trat endgültig erst durch die Gleichstellung von Eheleuten 1985 ausser Kraft. Ab dem Zeitpunkt der Auflösung der Geschlechtsvormundschaft 1881 erlangten die (unverheirateten) Frauen die allgemeine Rechts- und Handlungsfähigkeit. In den 1890er Jahren wurde die Frauenbewegung politisch organisiert. Die Frauen forderten sowohl eine bessere rechtliche als auch wirtschaftliche Stellung. In der Arbeitswelt appellierten sie für bessere Aus- und Weiterbildung. Zur gleichen Zeit wurden bei den Deutschschweizer Frauen Sprachaufenthalte in der französischsprechenden Schweiz beliebt. Die Beherrschung der französischen Sprache stellte später für die Laufbahn einer Beamtin in der Schweiz einen zentralen Punkt der Ausbildung dar. Ende des 19. Jahrhunderts begannen die Frauen zudem vermehrt in kaufmännischen Berufen zu arbeiten, öfters lediglich als einfache Aushilfskraft. Jedoch konnten die Frauen Anfang des 20. Jahrhunderts ebenfalls in bestimmten Berufen eine Ausbildung absolvieren. Die besagten aufgeführten Schritte stellten in der Geschichte der Beamtinnen zentrale Punkte dar.

### Die Anfänge des weiblichen Beamtentums
Die Schweiz stellt bezüglich ihres Beamtentums eine Ausnahme in der Berufswelt dar und damit auch die weiblichen Beamten. Den Beamtenstatus konnte nicht jede Frau erhalten. Grundsätzlich durfte eine Frau weder verheiratet noch jünger als 20 und maximal 60 Jahre alt sein. Weiter war die Schweizer Staatsangehörigkeit zwingend notwendig, um den Beamtenstatus erreichen zu können. Grundsätzlich gab es in der Schweiz Beamtinnen bei der Post, bei den Schweizerischen Bundesbahnen, der Bundeszentralverwaltung sowie in den kommunalen und kantonalen Verwaltungen. Im Folgenden wird anhand des Schweizerischen Post-, Telefon- und Telegrafendienstes die Stellung und die Bedeutung der weiblichen Beamten exemplarisch dargestellt. Dies, da die PTT in der Schweiz einen zentralen Betrieb darstellten, diverse Beamtinnen beschäftigten und die Situation der Frauen in den Positionen bei den PTT gut dargestellt und dokumentiert wurde.

#### Frauen bei den PTT
Als das Postwesen im Jahr 1849 an den Bund ging, waren Frauen bereits bei der Post erwerbstätig, jedoch meist nicht Vollzeit beschäftigt. Dieser Eigentümerwechsel verlief nicht ohne merkbare Auswirkungen. So kam es zu einer Erweiterung des Poststellennetzes und somit ebenfalls zu einem Wachstum an zu besetzenden Stellen. 1860 wurden daher sowohl Männer als auch Frauen beim Postamt zugelassen. Frauen übernahmen jedoch meist die Anstellung einer Gehilfin. Im Jahre 1868 wurden für künftige Beamte ein Eintrittstest und eine anschliessende Ausbildungszeit eingeführt. Diese Zulassungsbedingungen galten für Frauen und Männer. Eine Zäsur gab es im Jahr 1894, als weiblichen Bewerbern der Zugang für eine Beamtenstelle bei der Post verwehrt wurde. Begründet wurde dieses Verbot mit der beschränkten Einsetzungsmöglichkeit von weiblichen Beamten. Während dieser Zeit des Verbotes der Aufnahme und Anstellung von Beamtinnen gab es jedoch trotzdem noch vereinzelte Einsetzungen von Frauen in eine Beamtenposition. Anfang des 20. Jahrhunderts wurden bei der Post die ersten Schreibmaschinen und der Postcheckdienst eingeführt, für die hauptsächlich Frauen angestellt wurden. Für die Stelle als Postgehilfin verlangten die PTT keine Lehrzeit. Ebenfalls wurden während des Ersten Weltkrieges Frauen für den Schalterdienst eingesetzt, da die Stellen der ins Militär eingerückten Beamten ersetzt werden mussten. Die Stellvertreterinnen für Beamte im Schalterdienst galten jedoch als Aushilfskräfte und nicht als Beamte. Am 1. Januar 1928 trat das Beamtengesetz in Kraft, das vorsah, dass sowohl Männer als auch Frauen mit einwandfreiem Leumund als Beamte eingesetzt werden konnten. Am 1. Januar 1971 erschien zudem eine neue Laufbahnordnung für die Beschäftigten bei der Post. Neu konnten auch Frauen den Weg des diplomierten Postpersonals einschlagen. Noch im selben Jahr nahmen 54 Frauen, als Assistentinnen tätig, diese Chance wahr und liessen sich zur Beamtin ausbilden. Voraussetzung hierfür war jedoch, dass die Auszubildende dieselben Anforderungen erfüllte wie ihre männlichen Kollegen.

#### Frauen im schweizerischen Telegrafen- und Telefonwesen
Beispielhaft und ergänzend zum Artikel Telefonistinnen Schweiz soll nachfolgend die Entwicklung der Beamtinnen im Telegrafenwesen anhand der Telegrafenbeamtin erläutert werden. Weibliche Telegrafisten wurden in der Schweiz zum ersten Mal im Jahr 1870 zum Ausbildungskurs zugelassen. Die Zulassung beider Geschlechter wurde jedoch nicht explizit erwähnt. Die Frauen, die diesen Kurs erfolgreich absolvierten, konnten den bis dahin nur Männern vorbehaltenen Berufszweig als Telegrafenbeamtin einschlagen. Die Frauen wurden zugelassen, weil nicht genügend männliche Bewerber zur Ausbildung zum Telegrafenbeamten zur Verfügung standen. Bei positiver Wirtschaftslage wurden neue Stellen geschaffen, die aufgrund männlichen Personalmangels nicht besetzt werden konnten. Dies geschah so in den Jahren zwischen 1870 und 1875, in denen rund 131 neue Beamtenstellen geschaffen wurden und teilweise offenblieben. 1888 gab es jedoch auch hier einen Einschnitt. Den Frauen wurde die Ausbildung zur Telegrafenbeamtin wieder verweigert. Dies führte zwar zu einem Rückgang der Zahl von Beamtinnen, dennoch waren 1890 rund 25 % von allen Beamtenstellen von Frauen besetzt. Rund 30 Jahre später wurden auch die noch tätigen Telegrafenbeamtinnen entlassen. Begründet wurde diese Entwicklung damit, dass die Frauen nicht in allen Tätigkeitsfeldern und nicht zu gleichen Bedingungen wie die Männer eingesetzt werden konnten. Bereits 1910 wurde jedoch als Ersatz für die fehlenden Arbeitskräfte die Stelle der definitiven Gehilfinnen geschaffen.
Das Einsetzen von weiblichem Personal, sei es nun als Beamtin oder als Angestellte, wurde von den männlichen Mitarbeitern nicht immer positiv gesehen. So gab es diverse Einwände vor und während der Zeit der erwerbstätigen Frauen. Die Stellen waren traditionell nach Geschlechtern getrennt. Als die ersten Frauen dem Arbeitsalltag einer Beamtin nachgingen, sahen die Beamten ihre Monopolstellung gefährdet. Die männlichen Beamten hatten Angst, dass die Frauen, die vor allem für körperlich leichte Aufgaben eingesetzt wurden, den älteren und nicht mehr stark belastbaren Beamten die Arbeitsstelle streitig machten. Diese Beamten seien auf weniger belastbare und ruhigere Arbeitszeiten und Arbeitsbedingungen angewiesen. Weiter wurde eingewandt, dass die Frauen grundsätzlich den Beamten ihre Stellung im Betrieb streitig machen würden. Die Frauen als Beamte seien zudem physisch nicht in der Lage, dieselbe Arbeit wie ihren männlichen Kollegen zu verrichten.

### Ausbildungen, Weiterbildungen und Besoldung
Als Frauen zum Beamtentum zugelassen wurden, galt es, die Frage der Ausbildung, der Weiterbildungen und der minimalen bzw. maximalen Besoldung zu klären. Grundsätzlich galt der Vorsatz, dass die Frauen die gleichen Leistungen zu erbringen hatten wie ihre männlichen Berufskollegen, da sie anschliessend, mit einigen Ausnahmen, auch dieselbe Arbeit zu verrichten hatten. Ob eine Frau den Beamtenstatus erlangen konnte, hing von ihrem Alter und der Vorbildung ab. Je nach bereits abgeschlossener Ausbildung konnte eine einjährige bzw. zweijährige Ausbildung zur Beamtin absolviert werden. Beim schweizerischen Postdienst waren die meisten Beamtinnen zuerst Betriebsassistentinnen. Diese Frauen mussten eine zusätzliche Ausbildung machen, konnten jedoch bereits im 2. Lehrjahr einsteigen. Dabei kam allerdings aufgrund des späteren Einsteigedatums oft das Problem auf, dass die Postbeamten-Anwärterinnen lückenhafte Kenntnisse in technischen Fächern wie Maschinenbau oder bei der Staatskunde hatten. Es war aber auch möglich, direkt in die Lehre einzusteigen. Abgeschlossen wurden beide Ausbildungswege mit einem Diplom. Weiter war für die deutschsprachigen Frauen ein Aufenthalt in der Französisch sprechenden Schweiz Pflicht. Als Angestellte war es möglich, zur Beamtin aufzusteigen. Dafür musste eine Arbeitnehmerin bereits fünf Jahre ihre Tätigkeit ausgeübt haben und älter als 25 Jahre alt sein. Diese Regelung bezüglich des Alters und der bereits absolvierten Jahre in einer bestimmten Position wurde als notwendig angesehen, da Arbeitnehmerinnen tendenziell vorher, aufgrund von Schwangerschaft oder Heirat, aus dem Arbeitsalltag ausschieden.
Obwohl 1971, mit der Einführung des Frauenstimmrechts in der Schweiz, ein wichtiger Schritt für die Gleichstellung der Geschlechter getan worden war, besetzten bis etwa 1973 vor allem männliche Beamte die Kaderpositionen. Somit waren die Frauen in den höheren Positionen nicht und in der mittleren Besoldungsklasse nur gering vertreten. Grund dafür war, dass eine solche Position nur durch lange Berufserfahrung und eine bewährte berufliche Leistung erreicht werden konnte. Da eine Frau aber oft nicht länger als vier Jahre bei den PTT-Betrieben tätig war, konnte eine Kaderposition oft nicht erreicht werden. Im Vergleich dazu betrug die Verbleibdauer bei den männlichen Berufskollegen im Durchschnitt 14 Jahre. Ausnahmen bildeten die Frauen-Monopolberufe, bei denen aufgrund der Berufserfahrung meistens Frauen die Position der Vorgesetzten übernahmen. Dennoch erreichten im Laufe und Wandel der Zeit immer mehr Frauen höhere Positionen und somit auch eine höhere Besoldungsklasse. Auch Kaderpositionen wurden schliesslich an Frauen vergeben. Ein Beispiel hierfür war bei den PTT Hanna Weiersmüller. Sie war in den 1970er Jahren eine der ersten Frauen, die eine Kaderposition bei den PTT besetzten.
Bezüglich der Besoldung galt das Beamtengesetz von 1927 Art. 38 Abs. 2, das besagte:
«Bei der Einreihung der Ämter in die Besoldungsklassen sind besonders die erforderliche Vorbildung, der Umfang des Pflichtenkreises sowie das Mass der dienstlichen Anforderungen, Verantwortlichkeiten und Gefahren zu berücksichtigen. Unter gleichen Voraussetzungen sind die Ämter aller Verwaltungszweige und Verkehrsbetriebe des Bundes in die nämlichen Besoldungsklassen einzureihen.» Dieses Gesetz besagt, dass, egal ob männlicher oder weiblicher Arbeitnehmer, er den Kompetenzen entsprechend in die Besoldungsklassen eingeteilt werden soll. Über die Umsetzung in der Praxis ist nur wenig bekannt. Gewiss ist jedoch, dass eine Angelernte, welche dieselbe Arbeit wie ein Beamter ausführte, nicht in dieselbe, sondern in eine tiefere Lohnklasse fiel. Dies lag wohl an der verkürzten Ausbildung.

### Sonderregelungen weiblicher Beamter
Obwohl das Beamtengesetz von 1927 besagte, dass Frauen und Männer mit gleicher Ausbildung gleiche Arbeit und gleiche Entlöhnung zugute hätten, galten für Beamtinnen Sonderregelungen. So durfte eine Frau nur bis zu ihrer Heirat als Beamtin tätig sein. Ab dem Tag der Hochzeit wurde sie vom Dienst suspendiert. Ebenfalls seien die Frauen den physischen Anforderungen der PTT-Betriebe nicht gewachsen und weniger widerstandsfähig, weshalb ihnen einige Dienststellen verwehrt blieben. So durften die Frauen weder am Paketschalter noch am Versand arbeiten oder die Bahnpostdienste übernehmen. Ebenfalls blieb ihnen der Nachtdienst vorenthalten, was jedoch nicht nur auf Beamtinnen beschränkt war, sondern auf alle weiblichen Arbeiter zutraf. Akten belegen, dass weibliche Beamte bereits 1973 von jeglichen technischen Tätigkeiten ausgeschlossen wurden. So beim Telegraf- und Telefonwesen, bei dem es zwei Apparate gab, den «Hughes» und den «Baudot», die von den Frauen nicht bedient werden durften. Es wurde die Ansicht vertreten, dass Frauen nicht geeignet für Aufsichtsdienste seien oder um Instruktionen zu erteilen.

## Repräsentativität
Die öffentliche Verwaltung ist, verglichen mit der privaten Marktwirtschaft, nicht ausschliesslich von Effizienz und Profit gesteuert. Es gibt neben den klassischen Leistungsmerkmalen auch politische Sachzwänge, die bei der Personalwahl miteinbezogen werden müssen. Einer dieser Sachzwänge ist die geforderte Repräsentativität der verantwortlichen Personen, welche die angemessene Verteilung von verschiedenen sozialen und sozioökonomischen Gruppen der Zivilgesellschaft als Ziel hat.
Wenn man die Gesamtheit der Schweizer Beamten betrachtet, lässt sich feststellen, dass die allgemeine Wohnbevölkerung in Bezug auf Sprache, Herkunftsort etc. gut repräsentiert wurde. Dies ist aber nicht zwingend der Fall, wenn man sich nur auf die höchsten Hierarchiestufen konzentriert. Doch genau in diesen obersten Verwaltungsrängen ist die Repräsentativität der Beamten besonders bedeutsam, da dort die wichtigsten Entscheidungen getroffen werden und diese Personen am meisten gegen aussen sichtbar sind. Aus diesem Grund beschränken sich die folgenden Werte auf das Chefbeamtentum der Schweiz.
Eine umfassende Erhebung zur Repräsentativität in neuerer Zeit ist nicht vorhanden, die genauesten Zahlen existieren von den Jahren 1938 bis 1969 im Rahmen eines Buches von Ulrich Klöti, weswegen sich die Aussagen auf diesen Zeitraum beschränken.

### Sprache
Die reiche Sprachenvielfalt der Schweiz verlangt die repräsentative Verteilung dieser Sprachen unter den Beamten. Um dies zu gewährleisten, erliess der Bundesrat 1951, 1965 und 1983 Weisungen über die Vertretung der sprachlichen Gemeinschaften in der allgemeinen Bundesverwaltung. Um die nationale Zusammenarbeit zu ermöglichen, wurde die Beherrschung einer zweiten Landessprache vorgeschrieben. In den unteren Hierarchiestufen wurde durch den beruflichen Alltag und die damit verbundenen sprachlichen Anforderungen die verhältnismässige Verteilung der Landessprachen garantiert, und auch in den Chefbeamtenpositionen wurde die sprachliche Repräsentativität grösstenteils eingehalten, auch wenn die Prozentzahlen vom einen Departement zum anderen leicht variieren.
Konkret waren die Anteile der verschiedenen Muttersprachen der Chefbeamten im Jahr 1938 folgendermassen: 71 % Deutsch, 23 % Französisch, 4 % Italienisch, 1 % Rätoromanisch. Diese Zahlen sind fast deckungsgleich mit der damaligen Verteilung von Muttersprachen unter der Schweizer Bevölkerung. Diese Zusammensetzung erfuhr vorerst keine nennenswerte Veränderung. Im Jahr 1969 hatten sich die Anteile der Beamten mit deutscher Muttersprache und derjenigen mit französischer Muttersprache leicht verschoben, auf 69 % respektive 27 %. Dies führte zu einer Übervertretung der französischsprachigen Beamten, da damals nur 20 % der Gesamtbevölkerung Französisch als ihre Muttersprache angaben.

### Sozioökonomische Kreise

#### Herkunftsschicht
Mit dem zunehmenden Wachstum des dritten Sektors wurden zu Beginn hauptsächlich Personen aus dem primären und sekundären Sektor eingestellt, um den steigenden Bedarf an Arbeitskräften zu decken. Für die Arbeit als Beamte kamen grundsätzlich alle Personen infrage, welche die erforderlichen Kriterien erfüllten. Der Aufstieg in höhere Ränge des Beamtentums war innerhalb der Organisationen allen offen, sofern die persönliche Eignung vorhanden war. Ein höherer sozioökonomischer Status und eine höhere Bildung schafften jedoch klar bessere Voraussetzungen für eine Führungsposition. So ist es auch zu erklären, dass Chefbeamte in der Schweiz grösstenteils aus der oberen und der mittleren Bevölkerungsschichten stammten.
Wenn man die Herkunft der Chefbeamten nach der Herkunftsschicht ihrer Väter betrachtet, ergeben sich folgende Resultate: 1938 stammten 17 % der Chefbeamten aus der Oberschicht, 78 % gehörten der Mittelschicht an, und nur gerade 5 % entstammten der Unterschicht. Tendenziell rekrutierten sich die Beamten also eher aus den oberen Schichten, die einen einfacheren Zugang zur Bildung und ähnliche Vorteile hatten. Diese Zusammensetzung bewährte sich offenbar. Bis im Jahr 1969 blieben die Anteile der verschiedenen Schichten ähnlich. Nur die Oberschicht verlor leicht an Boden zugunsten der Mittelschicht.

#### Ausbildung
Obwohl wie erwähnt eine bestimmte Ausbildung für eine Karriere als Chefbeamter grundsätzlich nicht vorgeschrieben war, gab es eindeutige Tendenzen zugunsten von Personen mit Universitätsabschluss. Im Jahr 1938 hatten 71 % der Chefbeamten ein Studium abgeschlossen und nur 15 % eine Berufslehre. Weitere Ausbildungen wie Lehrerdiplome oder eine Maturität ohne darauf folgendes Studium stellten nur sehr kleine Anteile dar. Dieser Trend zugunsten eines abgeschlossenen Studiums verstärkte sich im Laufe der Jahre noch. 1969 betrug der Anteil bereits 82 %, während die Chefbeamten mit Berufslehre nur noch 7 % ausmachten.

#### Herkunftsorte
Die Chefbeamten der schweizerischen Bundesverwaltung stammten aus allen Teilen der Schweiz. Kantone mit grossen Konzentrationen wie etwa Bern und Zürich waren auch unter den Beamten stark vertreten mit zwischen 10 % und 28 % variierenden Anteilen zwischen 1938 und 1969. Der Anteil der Ostschweiz veränderte sich von 19 % im Jahr 1938 auf nur noch 14 % 1969. Die Nordwestschweiz musste ebenfalls Einbussen in Kauf nehmen, ihr Anteil verringerte sich von 15 % auf 13 %. Die Westschweiz stellte relativ viele Chefbeamten, mit 22 % bis 24 % von 1938 bis 1969. Am wenigsten Chefbeamten stellten das Tessin und die Zentralschweiz mit Anteilen von 3 % bis 7 %. Auch diese Verteilung zeigt keine bedeutenden Abweichungen zur gesamtschweizerischen Bevölkerungsverteilung in diesen Jahren.

#### Konfession
Die schwächere Vertretung der katholischen Kantone der Innerschweiz ist auch bei der Verteilung der Konfessionen ersichtlich. Die starke Mehrheit an reformierten Beamten spiegelte zudem auch die Tatsache wider, dass die in Bern zentralisierten Verwaltungen in einem reformierten Gebiet lokalisiert sind. Die geografische Nähe der Bundesstadt zu reformierten Gebieten trug zusätzlich zu dieser Ungleichheit bei.
1938 waren 81 % der Chefbeamten evangelisch-reformiert und nur gerade 16 % römisch-katholisch. 3 % besassen eine andere oder keine Konfession. Diese Ungleichheit veränderte sich bis 1969 nur marginal. Zu diesem Zeitpunkt waren noch 74 % evangelisch-reformiert und 23 % römisch-katholisch. Der Anteil an weiteren Religionen oder Konfessionslosen blieb weitgehend stabil. Diese Werte zeigen eine konstante Übervertretung der evangelisch-reformierten Beamten, verglichen mit der durchschnittlichen Konfessionszugehörigkeit der damaligen Schweizer Wohnbevölkerung.

### Politische Hintergründe der Beamten
Für die Beamten galt grundsätzlich die Freiheit, einer ihnen zusagenden Partei oder politischen Richtung anzugehören. Eine Ausnahme bildete jedoch der Kommunismus. 1929 wurde allen Bediensteten des Bundes, zu denen auch die Beamten gehörten, die Teilnahme an Kundgebungen von kommunistischen Gruppierungen per Bundesratsbeschluss verboten. 1940 wurde schliesslich für Beamte ein Verbot der Zugehörigkeit zu jeglichen kommunistischen Parteien und Organisationen erlassen.

#### Parteizugehörigkeit
Die politische Ausrichtung der Beamten lässt sich unter anderem an deren Parteizugehörigkeit ablesen. Der grösste Teil war jedoch stets parteilos, mit Anteilen von 44 % im Jahr 1938, der stetig anstieg, bis er 1969 bei 52 % stand. Als stärkste Partei stach stets die Freisinnige Partei, die FDP, heraus. Ihre Angehörigen unter den Chefbeamten machten 1938 38 % aus, nahmen aber ab, bis ihr 1969 noch 29 % angehörten.
Dieser hohe Anteil der FDP entsprach nie dem Anteil an Sitzen, in die die FDP gewählt wurde. Sie erreichte bei den Nationalratswahlen 1967, als ihr Anteil bei den Chefbeamten bereits drastisch abgenommen hatte, nur 23 % der Sitze und war somit immer noch die am besten vertretene Partei in den Spitzenpositionen der Verwaltung. Parteien wie die CVP und die SP (damalige SPS), die in den gleichen Wahlen ähnliche Anteile hatten, waren bei den Chefbeamten nur vereinzelt vertreten.

### Militär und Beamte
Nach gängiger Vorstellung hatte der typische Schweizer Chefbeamte einen hohen militärischen Grad inne, was als zusätzliche Qualifikation und Führungseignung angesehen wurde. In der Praxis waren 1938 64 % der Chefbeamten einem höheren Offiziersgrad zuzurechnen, dieser Anteil stieg auf Spitzenwerte von 71 % um 1955 herum, bis er 1969 wieder auf 65 % zurückging. Die Mehrheit der Chefbeamten waren also gleichzeitig auch hohe Offiziere, jedoch war der Anteil derjenigen, die keinen hohen Militärgrad hatten, durchaus signifikant, sodass sie keine absolute Ausnahme darstellten.
Ein anderer Aspekt des Militärs und des Beamtentums trat beispielsweise bei den SBB zutage. Die Rekrutenschule war zu Beginn der Entstehung des Beamtentums eine Pflichtvoraussetzung für alle Bewerber (z. B. Stationslehrlinge). Grundsätzlich waren die Arbeitgeber in Sachen obligatorischer Militärdienst kulant. So bezahlten etwa die SBB ihren Mitarbeitern weiterhin den normalen Lohn, während sie ihre Militärdienstzeit absolvierten, sofern sie vorher mindestens sechs Monate bei den SBB gearbeitet hatten. Bei freiwilligem Militärdienst oder Militärdienst als Bestrafung des betreffenden Mitarbeiters bestand kein Anrecht auf Lohnfortzahlung. Nachdem die Militärdienstbefreiung für Stationslehrlinge im Jahr 1941 eingeführt worden war, kam es zu einem sprunghaften Anstieg der Anmeldungen.

### Voraussetzungen
Ein Bewerber für das Amt eines Stationslehrlings, das bei den SBB den Anfangspunkt einer klassischen Beamtenkarriere markierte, musste folgende Qualifikationen mitbringen: besonders gute mündliche und schriftliche Beherrschung der Muttersprache sowie Kenntnisse in einer zweiten Landessprache und weiteren Fächern, die in obligatorischen Staatsschulen gelehrt wurden. Ausserdem wurde bei allen ein unbeeinträchtigter Seh-, Hör- und Farbensinn vorausgesetzt. Ein einwandfreier Leumund war ebenfalls gefragt. Die Bewerber mussten allesamt eine Prüfung ablegen, um einen gewissen Wissensstandard bei den angehenden Beamten zu garantieren. Für die Chefbeamten bestand grundsätzlich keine erforderliche Mindestausbildung, in der Praxis war es aber stets ein Vorteil, einen Universitätsabschluss oder generell einen so hohen wie möglichen Bildungsstand zu haben.

## Karrieremodell einer Beamtin oder eines Beamten
Vor 1848 war die Laufbahn eines Beamten von Kanton zu Kanton und teilweise von Gemeinde zu Gemeinde unterschiedlich gestaltet. Nach der Gründung des neuen Schweizer Bundesstaates von 1848 gab es erste Bestrebungen, das Beamtentum zu vereinheitlichen, auch in Bezug auf die Karriereplanung. Anders als in Deutschland, Frankreich oder Österreich wurden Beamte in der Schweiz de jure nicht auf Lebenszeit ernannt, sondern für eine Amtsperiode gewählt, die zuerst drei (und später vier) Jahre dauerte. Das heisst, dass in der Schweiz mit dem Ablauf der Amtsdauer das Arbeitsverhältnis grundsätzlich beendet wurde. Trotz dieser gesetzlichen Regelung wurde das Arbeitsverhältnis zwischen Beamten und dem Bund häufig in stiller Wahl für die nächste Amtsperiode fortgesetzt. Durch die stillschweigende Erneuerung eines Dienstverhältnisses am Ende einer Wahlperiode entwickelte sich faktisch eine mit dem deutschen Recht vergleichbare Verbeamtung auf Lebenszeit.
Zwischen 1848 und 1914 gab es unterschiedliche Bestrebungen in den sieben Departementen des Bundes, die Laufbahn eines Beamten zu vereinheitlichen und zu modernisieren. Dieser Prozess der Professionalisierung entwickelte sich in den sieben Departementen unterschiedlich. Beispielsweise führte das Postdepartement unter der Verwaltung der PTT zum ersten Mal bereits ab 1868/1969 ein Rekrutierungssystem ein, in dem sich eine Person als Aspirant bewerben konnte. Wenn die Anwärter die Prüfung erfolgreich abgelegt hatten, konnten sie sich für die nächste Amtsperiode bewerben und nach einer gewissen Zeit zum nächsthöheren Amt aufsteigen. In der Diplomatie gab es beispielsweise ab 1888 unter Bundesrat Numa Droz Bestrebungen, Richtlinien für eine diplomatische Laufbahn eines Beamten zu erarbeiten:
«a. In der Regel sollte der Eintritt bei einer Gesandtschaft in der Eigenschaft als Attaché stattfinden. Der Attaché müsste seine juristischen Studien absolviert haben und sich verpflichten, mindestens ein Jahr im diplomatischen Dienste zu verbleiben.
b. Vor der Beförderung zum II. Sekretär hätte der Attaché womöglich einige Monate als Volontär beim Departement des Auswärtigen zu dienen.
c. Im Einverständnis mit den Gesandten hätte das Departement des Auswärtigen dafür zu sorgen, dass die Beförderungen vom Attaché zum II. Sekretär, vom II. zum I. Sekretär und dann zum Legationsrat möglichst gleichmässig stattfinden und dass dabei im Personal der Gesandtschaften einige Mutationen eintreten.»
Nach dem Ende des Ersten Weltkrieges wurde die Personalpolitik des Bundes mehrmals überarbeitet, auch weil der Personalbestand seit 1848 gestiegen war (1914: 2'900, 1920: 5'000, 1945: 25'700). Reformen und die Professionalisierung der Bundesverwaltung waren umso notwendiger. Dies betraf auch die Personalpolitik des Bundes: So wurden nach und nach mehrere Elemente eingeführt, wie beispielsweise Zulassungsreglemente, Prüfungsreglemente, Festlegung der Ausbildungszeit der Praktikanten/Lehrlinge, Einführungskurse, Schlusskurse, Weiterbildungskurse, medizinische Untersuchungen vor dem Eintritt in den Dienst der Bundesverwaltung, Einführung eines Mindestalters und eines Höchstalters. Der Bund nahm somit immer mehr Einfluss auf eine geregelte Laufbahn eines Beamten und erstellte Richtlinien, welche Voraussetzungen ein Beamter zu erfüllen hatte, um in die nächsthöhere Amtsklassifizierung aufsteigen zu können. Diese Richtlinien wurden aber unterschiedlich umgesetzt: So kam es auch vor, dass ein Beamter nicht für das nächsthöhere Amt befördert wurde, obwohl die Voraussetzungen erfüllt waren. Grundsätzlich blieb es nach der bestandenen Fachprüfung jedem einzelnen überlassen, wie er sich, allgemein und beruflich, weiterbilden wollte.

### Beispiel eines durchschnittlichen Karrieremodells einer Beamtin oder eines Beamten des 20. Jahrhunderts
- Nach Besuch der Schulzeit oder nach universitärem Abschluss Eintritt in die Bundesverwaltung zunächst als Praktikant mit einem Alter zwischen 16 und 25.
- Besuch eines Einführungskurses und zwei oder drei Jahre Ausbildungszeit, wobei oft zwei Drittel der Ausbildungszeit in der Zentrale, im Verwaltungsdienst oder im Betriebdienst verbracht werden und ein Drittel in einem anderen Sprachgebiet.
- Nach bestandener Beamtenprüfung und Besuch des Schlusskurses erhält der Anwärter definitiv den Status des Beamten.
- Der Beamte verbringt rund zwölf Jahre als Sachbearbeiter (Commis) und (Betriebs-)Sekretär in der Bundesverwaltung.
- Je nach Departement und Spezialisierung erhält ein Beamter die Möglichkeit (wie zum Beispiel nach dem Besuch eines Weiterbildungskurses), sich für eine führende Kaderstelle im Betriebs- oder Verwaltungsdienst zu empfehlen.
- Für die wenigsten bestand die Möglichkeit, in den letzten fünf Jahren vor der ausserordentlichen Pensionierung eine ganze Abteilung eines Departements zu leiten (Generalsekretär, Departementsekretär, Direktor, Abteilungschef, I. Adjunkt usw.).

## Privilegien
Im Vergleich zu den übrigen Arbeitnehmern in der Schweiz genossen die Beamten und Angestellten des Bundes insbesondere Privilegien im Bereich der Sozialleistungen. Der Schweizer Sozialstaat entwickelte sich nur langsam und entstand hauptsächlich aus dem Arbeiterschutz infolge der industriellen Revolution. So waren 1880 nur rund 200'000 Personen einer der 1085 gegenseitigen Hilfsgesellschaften angeschlossen. 1920 zählten die Krankenkassen 968'748 Mitglieder; eine Unfallversicherung war erst im Aufbau. Im Bereich der beruflichen Vorsorge, die vor Einführung der Allgemeinen Alters- und Hinterlassenenversicherung (AHV) die einzige Alterssicherung darstellte, waren die Angestellten im öffentlichen Dienst denjenigen der Privatwirtschaft voraus: Der Anteil der Versicherten stieg im öffentlichen Dienst zwischen 1920 und 1941 von 38 auf 60 %. Bei den Angestellten in der Privatwirtschaft hingegen steigerte sich der Anteil der Versicherten im selben Zeitraum lediglich von 7 auf 16 %. Die AHV wurde in der Schweiz im Jahr 1948 eingeführt. Eine Absicherung im Falle der Invalidität für alle Arbeitnehmenden war erst ab 1960 im Gesetz verankert. Auch die Kranken- und Unfallversicherung wurde erst 1994 für alle Arbeitnehmer obligatorisch.
Zudem verfügten vor allem Beamte und Angestellte der SBB und der PTT über betriebsinterne Privilegien.

### Sozialleistungen
1891 wurde das Bundesgesetz betreffend die arbeitsunfähig gewordenen eidgenössischen Beamten und Angestellten vom Volk mittels Referendum abgelehnt, da die Kosten alleine vom Bund zu tragen gewesen wären und die Angestellten keine Beiträge hätten zahlen müssen. 1919 wurde den Eidgenössischen Räten ein neuer Entwurf unterbreitet. Nachdem niemand das Referendum ergriffen hatte, trat 1921 das Bundesgesetz über die Versicherungskasse für die eidgenössischen Beamten, Angestellten und Arbeiter in Kraft, und seit jenem Jahr besteht die Eidgenössische Versicherungskasse (PUBLICA). Die Angestellten des Bundes verfügten rund 25 Jahre über eine Rentenversicherung, bevor 1948 die schweizweite AHV gegründet wurde.

#### PTT

##### Pensionskasse C25
Die nicht zu Beamten gewählten Angestellten der PTT hatten eine eigene Kasse, C25, die 1997 nach einer Motion der Geschäftsprüfungskommission des Ständerats ebenfalls in die Bundessparkasse integriert wurde, da die Leistungen identisch mit jenen der Pensionskasse des Bundes geworden waren.

#### SBB

##### Sozialzulagen
Die SBB gewähren ihren Angestellten Heirats-, Geburts-, Familien- und Kinderzulagen, die sich nach dem Beschäftigungsgrad richten. Hilfsangestellte, Lernpersonal und beschäftigte Rentenbezüger sowie Reiseleiter werden separat als besondere Dienstverhältnisse aufgeführt und haben teilweise keinen Anspruch auf diese Leistungen. Sämtliche Sozialleistungen entsprachen dem Beamtengesetz und der Beamtenordnung. Nach der Aufteilung in verschiedene Divisionen entwickelten sich die Sozialzulagen jeweils unterschiedlich und wurden im GAV 2011 einheitlich geregelt.

##### Kranken- und Hülfskasse
Ab 1906 existierte die Kranken- und Hülfskasse für die ständigen Arbeiter der Schweizerischen Bundesbahnen. Ihre Aufgabe war die Auszahlung von Entschädigungen und Pensionen an die ständigen Arbeiter der SBB, die krank oder arbeitsunfähig wurden. Mit der Einführung des Krankenversicherungsgesetzes erfolgte 1995 die Umformung in eine Stiftung und die Umbenennung in Krankenkasse SBB. 2003 wurde die Kasse gegenüber Aussenstehenden geöffnet und in Atupri umbenannt.
Bei den Schweizerischen Bundesbahnen bestand eine Sozialeinrichtung, die für die Gewährung und Auszahlung von Personaldarlehen zuständig war. Bedingung für die Auszahlung eines solchen Darlehens war die mindestens einjährige Anstellung bei den SBB. Die Darlehen wurden zur Überwindung finanzieller Notlagen und zur Vorbeugung solcher gewährt.

###### Versicherungsgenossenschaft
1933 gründete der Schweizer Eisenbahner-Verband (SEV) die Versicherungsgenossenschaft der Verwaltungen und des Personals schweizerischer Transportunternehmungen Ascoop. Am 1. Januar 1934 wurden die Versicherungskasse des SEV und die Gegenseitige Versicherungskasse für Sterbefälle des Personals der Schweizerischen Bundesbahnen (Sterbekasse SBB) verschmolzen, da sie dieselben Leistungen erbrachten. Nach der Fusion hatten die Versicherten eine einmalige Auszahlung von 2400 Franken zugute. Die Ascoop wurde per 1. Januar 2011 liquidiert.

### Vergünstigungen

#### PTT

##### Freikarten
Für PTT-Beamte existierten Personalfahrpreise auf bestimmten Postautokursen, die Rundfahrtcharakter besassen und durch Tourismusregionen führten. Jeder Angestellte erhielt eine Freikarte, worauf die aktuellen Personalfahrpreise aufgedruckt waren.
Die Angestellten der Nachfolgebetriebe der PTT haben heute ebenfalls Anspruch auf ein vergünstigtes Generalabonnement.

##### Dienstwohnungen
Den PTT-Beamten war der Bezug von Dienstwohnungen, deren Mietzinse von der Lohnklasse abhängig waren, möglich. Diese Dienstwohnungen sollten eine gewisse Flexibilität bei der Verschiebung von Personal innerhalb der gesamten Masse der Bundesangestellten bieten; zudem wurde der Wohnraum durch den Eingriff der Wohnungsfürsorge für alle Angestellten erschwinglich. Im Jahr 1962 fand zudem eine «Konferenz betr. Unterkunftsschwierigkeiten des Personals in grossen Städten» statt, wo unter anderem über Käufe von Wohnhäusern und verbilligte Abgaben von Zimmern informiert wurde.

##### Ferienwohnungen
Die PTT stellten den Beamten vergünstigte Plätze in Pro-Juventute-Feriendörfern zur Verfügung; zudem konnte das PTT-Personal auch Zimmer in fünf von der Schweizerischen Gemeinnützigen Gesellschaft gemieteten Ferienhäusern in verschiedenen Regionen der Schweiz beziehen.
Zudem existierten 180 Ferienwohnungen in der ganzen Schweiz, die allen Angestellten der PTT zur Verfügung standen. Es gab ein Verzeichnis mit sämtlichen Liegenschaften und Ferienwohnungen sowie ein jährlich erscheinendes Heft mit Detailangaben zur genauen Lage, zu der Erreichbarkeit mit dem öffentlichen Verkehr, der Ausstattung und möglichen saisonalen Freizeitaktivitäten in der Nähe in Deutsch, Französisch und Italienisch. Zudem enthielt es die Mietpreise von Mai bis Oktober sowie November bis April.

##### Sparkasse des PTT-Personals
1931 wurde die Sparkasse für Beamte, Unterbeamte und Angestellte der PTT gegründet. Der Zinssatz war in der Regel ¼ % bis ½ % höher als bei den übrigen Sparinstituten.

#### SBB

##### Freikarten
Am 1. Mai 1903 trat das Reglement über die Abgabe von Beamtenbilletts in Kraft, das Beamten, Angestellten und Arbeitern der Bundesbahnen sowie deren Familienmitgliedern, den pensionierten Beamten und Angestellten sowie Beamten, Angestellten und Arbeitern und deren Familienmitgliedern von Transportanstalten, mit denen die Bundesbahnen ein Reziprozitätsverhältnis geschlossen hatten, Fahrten zu ermässigter Taxe gewährte. Die Fahrpreise betrugen für eine einfache Fahrt 1/5 und für Rückfahrten 2/5 des regulären Fahrpreises. Zudem konnten Beamte, Angestellte und Arbeiter, die nicht an ihrem Arbeitsort wohnten oder deren Kinder während der Schul- oder Ausbildungszeit regelmässig die Bahn nutzten, ein Abonnement zu 1/5 der tarifmässigen Abonnementstaxe erwerben. 1949 trat das Reglement über die Fahrpreisermässigung für das Personal in Kraft. Dieses ersetzte alle vorhergehenden Reglemente und schränkte hauptsächlich den erweiterten Nutzerkreis ein: So waren Kinder beispielsweise statt bis zum 24. nur noch bis zum 20. Altersjahr zum Erhalt eines Beamtenbilletts berechtigt. Nach einer Gesamtrevision trat am 1. April 1977 das Reglement über die Fahrvergünstigung des Personals der SBB (FVP) in Kraft, das in erweiterter Form noch heute gilt. Die Angestellten der SBB haben heute die Möglichkeit, ein stark vergünstigtes Generalabonnement 2. oder 1. Klasse zu erwerben. Dies stösst in der Öffentlichkeit immer wieder auf Kritik.

##### Ferienfonds der SBB
Die SBB finanzieren mit internen Mitteln einen Ferienfonds, um Mitarbeitern und Rentenbezügern der SBB den Aufenthalt in einer Ferieninstitution der SBB zu vergünstigen. Dies betrifft die Ferienwohnungen der Julie-Schaefer-Stiftung in Unterbäch sowie das Berghaus SBB in Hasliberg. Die Verbilligung wurde nur an Angestellte ab der 18. Lohnklasse gewährt und betrug zwischen 20 % und 50 %; zusätzlich gab es 5 % Vergünstigung pro Kind oder gesetzlich unterstützter Person. Die Verbilligung konnte während maximal zwei Wochen während zwei Jahren in Anspruch genommen werden. Der Ferienfonds wurde im Rahmen der Liberalisierung der Bundesbahnen mit anderen Sozialeinrichtungen zur Stiftung Personalfonds SBB zusammengeführt. 2009 verfügte die Stiftung über Ferienwohnungen in Scuol, Unterbäch und Leukerbad, die von SBB-Mitarbeitern und -Pensionären mit einem Rabatt von 20 % gebucht werden konnten.

##### Sparkasse
Für die Beamten der Schweizerischen Bundesbahnen war es möglich, ihre Ersparnisse bei der betriebseigenen Sparkasse zu günstigen Konditionen anzulegen. Die SBB wollten mit der Einführung dieser Sparkasse den Sparsinn bei ihrem Personal fördern. Bei einem Austritt aus dem Dienstverhältnis musste das Sparguthaben von der Personalsparkasse abgezogen werden.
Die Sparkasse SBB existiert heute (Stand Mai 2019) noch immer und wird seit 2016 von der Hypothekarbank Lenzburg verwaltet.

##### Erstattung von Umzugskosten
Den SBB-Beamten wurden die Umzugskosten ganz oder teilweise erstattet, wenn sie an einen anderen Dienstort versetzt wurden. Die Möglichkeit der Erstattung bestand u. a. auch, wenn die Beamten von einer Dienstwohnung in eine andere umzogen.

### Allgemeines
- Raimund E. Germann: Der Staatsapparat und die Regierung (= Öffentliche Verwaltung in der Schweiz. Band 1). Bern 1997.
- Raimund E. Germann: Beamte. In: Historisches Lexikon der Schweiz.
- Ulrich Häfelin, Georg Müller: Grundriss des Allgemeinen Verwaltungsrechts. Zürich 1993.
- Ernest Bonjour: Geschichte der schweizerischen Post. 1848–1949. Die eidgenössische Post. PTT-Generaldirektion. 2 Bände. Bern 1949.
- Jens Ballendowitsch: Der öffentliche Dienst in der Schweiz und in den Niederlanden. Göttingen 2005.
- Bernard Degen: Entstehung und Entwicklung des schweizerischen Sozialstaates. In: Geschichte der Sozialversicherungen / L’histoire des assurances sociales (= Studien und Quellen. Band 31). Zürich 2006, S. 17–48.
- Bernard Degen: Sozialversicherungen. In: Historisches Lexikon der Schweiz.
- Hans Durrer: Die Entwicklung des Personalbestandes im öffentlichen Dienst der Schweiz (1910–1960). Zürich 1967.
- Robert Fluder: Interessenorganisationen und kollektive Arbeitsbeziehungen im öffentlichen Dienst der Schweiz. Entstehung, Mitgliedschaft, Organisation und Politik seit 1940. Zürich 1996.
- Raimund E. Germann: Die Kantonsverwaltungen im Vergleich. Bern 1995.
- Karl Kronig: Ab die Post. 150 Jahre schweizerische Post. Bern 1999.
- Andreas Ladner et al. (Hrsg.): Handbuch der öffentlichen Verwaltung in der Schweiz. Zürich 2013.
- Ernst Lobsiger: Personalpolitik und Personalrecht der Schweizerischen Eidgenossenschaft seit Gründung des Bundesstaates. Bern 1975.
- Matthias Michel: Beamtenstatus im Wandel. Vom Amtsdauersystem zum öffentlichrechtlichen Gesamtarbeitsvertrag. Zürich 1998.
- Hansjörg Siegenthaler, Heiner Ritzmann-Blickenstorfer (Hrsg.): Historische Statistiken der Schweiz. Zürich 1996.
- Sarah Sudjana: Leistungsanreize im öffentlichen Dienst. Ein Rechtsvergleich zwischen der Schweiz und Deutschland unter Berücksichtigung ökonomischer Aspekte. Bern 2007.
- Paolo Urio et al.: Sociologie politique de la haute administration publique de la Suisse. Paris 1989.

### Beamtinnen
- Yvonne Bühlmann, Kathrin Zatti: «Sanft wie eine Taube, klug wie eine Schlange und verschwiegen wie ein Grab…» Frauen im schweizerischen Telegrafen- und Telefonwesen, 1870–1914. Zürich 1992.
- Gesine Fuchs et al. (Hrsg.): Gleichstellungspolitik öffentlicher Arbeitgeber. Betriebliche Gleichstellung in den Bundesverwaltungen Deutschlands, Österreichs und der Schweiz. Berlin 2016.
- Peter Heintz, Thomas Held, René Levy: Untersuchung über die Stellung der Frau in der Schweiz. Bern 1974.